# Elefante en la habitación

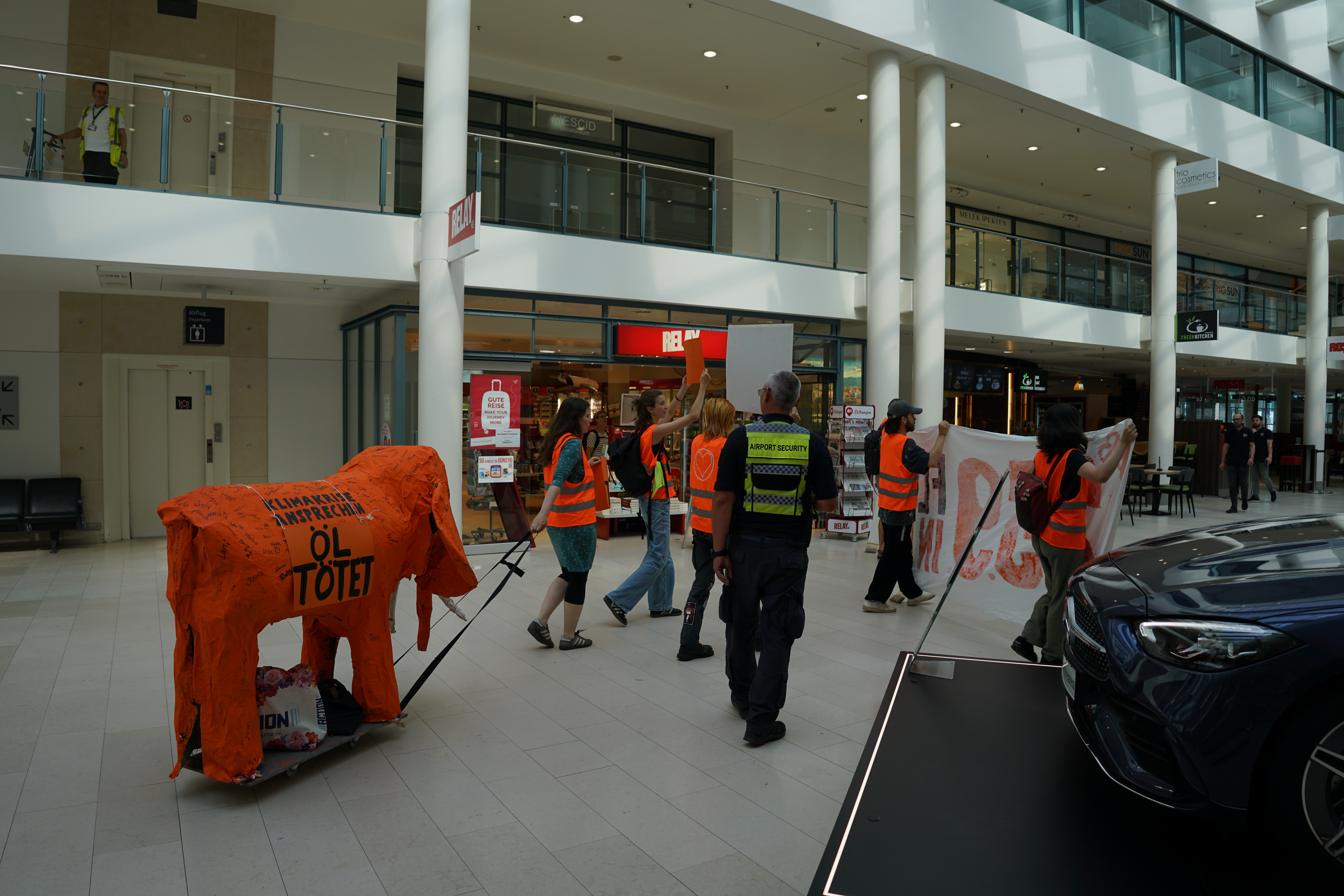
El elefante en la habitación como metáfora de la crisis climática ignorada por los políticos.

«Elefante en la habitación» (del inglés elephant in the room) es una expresión metafórica que hace referencia a una verdad evidente que es ignorada o pasa inadvertida. También se aplica a un problema o riesgo obvio que nadie quiere discutir.
Se basa en la idea de que sería imposible pasar por alto la presencia de un elefante en una habitación; entonces, las personas en la habitación que fingen que el elefante no está ahí han elegido evitar lidiar con el enorme problema que implica. Sin embargo, la propia presencia de una situación tan grande y obvia se vuelve incómoda para todos los involucrados, quienes, a pesar de ello, continúan evitando atender o hablar del problema.